# رباح زياد
رباح زياد هو لاعب كرة قدم جزائري في مركز الدفاع، ولد في 20 ديسمبر 1987 في عين مليلة في الجزائر. لعب مع أمل عين مليلة.